# Восток-2 (космічний корабель)
«Восток-2» (рос. Восток, Схід), інша назва «Восток-3КА № 4» — другий радянський пілотований космічний корабель серії «Восток». Другий у світі пілотований орбітальний політ.
Метою польоту було: з'ясувати вплив на людський організм тривалого космічного польоту і наступного повернення на Землю, вивчити здатність людини працювати під час тривалого перебування у невагомості.
Було встановлено рекорд тривалості польоту — 25 годин 18 хвилин.
Титов став першим, хто спав у космосі і першим, хто зазнав космічної хвороби.
Політ підтвердив можливість тривалого перебування і роботи людини в невагомості.

## Опис корабля

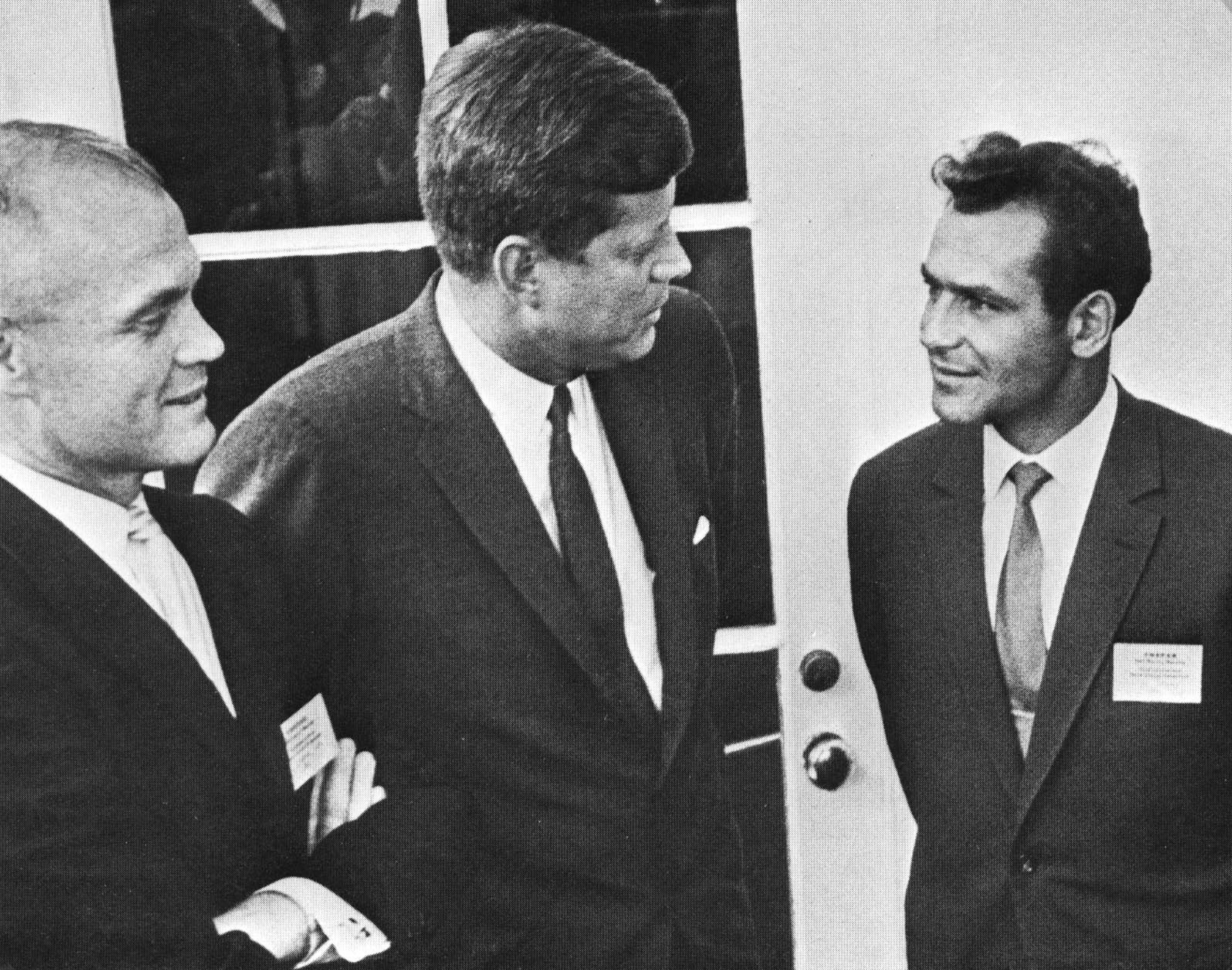
Справа наліво: Герман Титов, Джон Кеннеді і Джон Гленн

Апарат складався з агрегатного відсіку у формі з'єднаних широкими основами конуса і зрізаного конуса. До меншої основи зрізаного конуса кріпився спускний апарат. Агрегатний відсік мав довжину 2,25 м, найбільший діаметр 2,43 м і масу 2,27 т.
Спускний апарат у формі кулі діаметром 2,3 м і масою 2,46 т з внутрішнім об'ємом 5,2 м³ був вкритий теплозахистом і мав систему життєзабезпечення. Всередині у просторі об'ємом 1,6 м³ у кріслі-катапульті розміщувався космонавт, також у кабіні розташовувались телевізійні камери і радіоапаратура для спостереження за станом космонавта, плівковий магнітофон, телеметрична система, обладнання для автоматичного і ручного управління кораблем.

## Політ
6 серпня 1961-го року о 6:00 UTC з космодрому Байконур ракетою-носієм «Восток» було запущено космічний корабель «Восток-2» типу Восток-3КА з космонавтом Германом Титовим.
Під час польоту Титов спробував ручне управління кораблем, але потерпав від космічної хвороби. Титов мав професійну кінокамеру «Конвас», за допомогою якої крізь ілюмінатор зазнімкував Землю впродовж 10-ти хвилин
7 серпня 1961-го року після 17-ти обертів навколо Землі о 6:57 UTC було увімкнуто гальмівний двигун. Під час проходження атмосфери спускний апарат не одразу відокремився від агрегатного відсіку. Спускний апарат приземлився о 7:11 UTC біля села Красний Кут Саратовської області РСФСР (нині Російська Федерація). Космонавт катапультувався з кабіни після гальмування спускного апарата в атмосфері, на висоті 7 км і приземлився окремо на парашуті о 7:18 UTC.
Космічний корабель «Восток-2» перебував у польоті 25 годин 11 хвилин. Космонавт перебував у польоті на 7 хвилин довше.

## Параметри польоту
- Маса апарата — 4,731 т
- Нахил орбіти — 64,93°
- Період обертання — 88,46 хв
- Перигей — 183 км
- Апогей — 244 км

## Екіпаж
- Екіпаж корабля — Титов Герман Степанович.
- Дублерний екіпаж-1 — Ніколаєв Андріян Григорович.
- Дублерний екіпаж-2 — Нелюбов Григорій Григорович.